# Encyrtus clavicornis
Encyrtus clavicornis är en stekelart som beskrevs av Statz 1938. Encyrtus clavicornis ingår i släktet Encyrtus och familjen sköldlussteklar.
Artens utbredningsområde är Tyskland. Inga underarter finns listade i Catalogue of Life.